# ベガーズ・オペラ

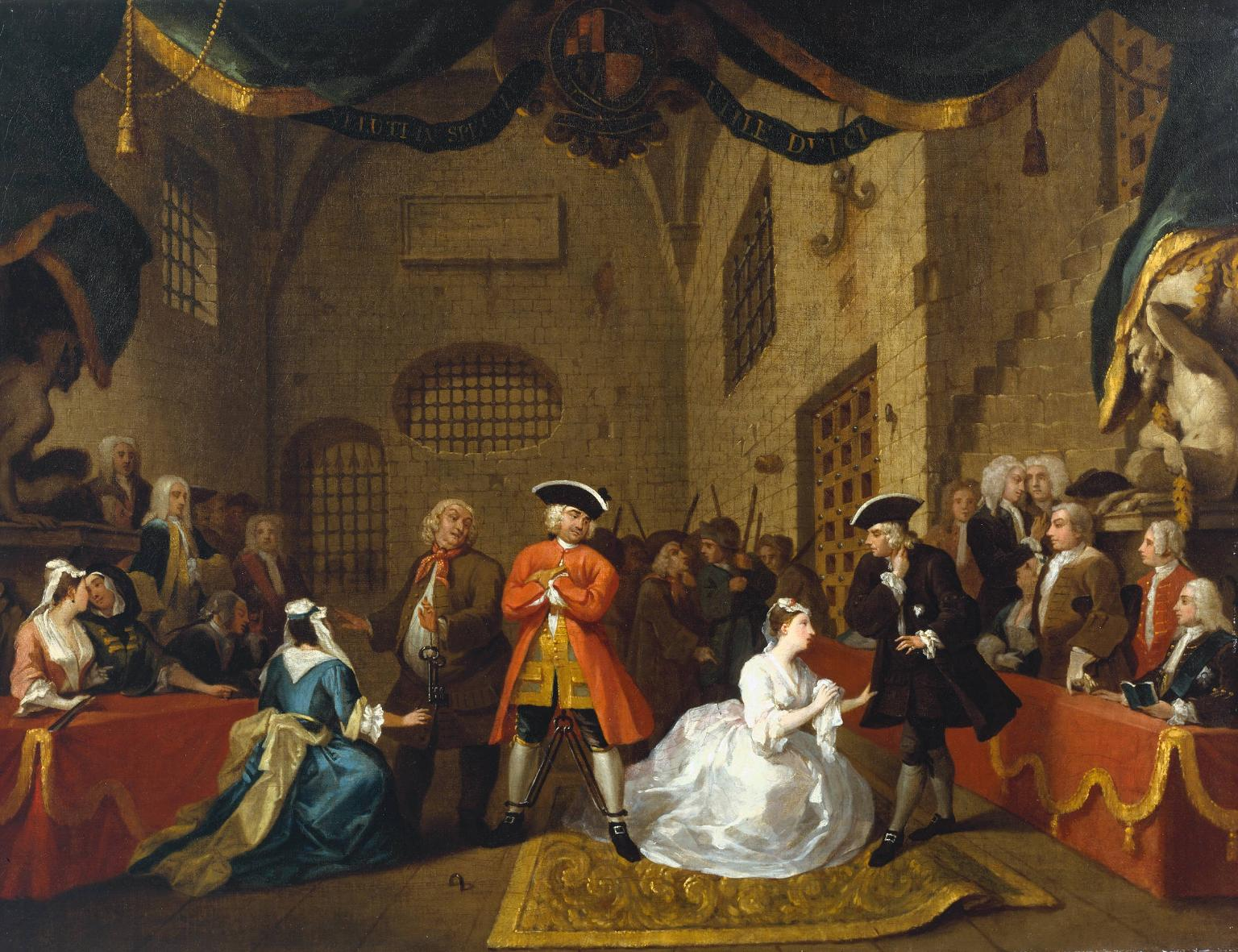
ウィリアム・ホガース William Hogarth 画- ジョン・ゲイ作『ベガーズ・オペラ』第5場の絵

『ベガーズ・オペラ』または『乞食オペラ』（The Beggar's Opera）は、1728年にジョン・ゲイが書いた3幕のバラッド・オペラである。オーガスタン演劇（Augustan drama。オーガスタン時代も参照）の中で重大転機となった作品の1つで、かつて隆盛を極めた風刺的なバラッド・オペラのうち現在まで人気の続く唯一の作品である。
最初の上演は、当時最長と言われた62夜も続いた。この作品によりゲイは大変な成功を収め、続編『ポリー』も書いている。劇は以降も上演され続けた。1920年にはロンドン、ハマースミス（Hammersmith）のLyric Hammersmithで1463回という驚異的な上演記録を残した。当時の音楽劇で最長の上演回数だった。1928年には、ベルトルト・ブレヒト（音楽クルト・ヴァイル）がこの作品をモチーフに『三文オペラ』を書いた。

## 成り立ち
このオペラのアイディアはジョナサン・スウィフトだと言われている。スウィフトは1716年8月30日にアレキサンダー・ポープに次のような書簡を送っている。「盗人たちや売春婦たちがいるニューゲート（にある監獄のこと。ニューゲート監獄参照）のパストラルなんてどうだろうか?」。二人の友人であったゲイはパストラル・オペラより風刺劇がいいと決めた。1728年のオリジナルは、ゲイは全曲伴奏なしで歌わせるつもりで、頭の中でショッキングでザラザラした雰囲気を思っていた。しかし、開幕まで1週間くらいの時に劇場監督のジョン・リッチは、劇場と関係のあった作曲家ヨハン・クリストフ・ペープシュに（3幕のルーシーの『I'm Like A Skiff on the Ocean Toss'd』によるフーガを含む、オペラの中の歌の2つに基づいた）ちゃんとしたフランス風序曲を書かせ、さらに69曲を編曲させると主張した。作曲者が誰かという証拠は、Dover Booksが出版した1729年のオリジナル・スコアにペープシュが編曲者と書かれてあるだけで、他にはまったくない。
この作品は、上流階級のイタリア風オペラへの関心を風刺する狙いがあり、著名なホイッグ党の政治指導者ロバート・ウォルポールと大多数の政治家、それに有名な犯罪人ジョナサン・ワイルドとジャック・シェパードをまとめて風刺している。
ゲイは、浮かれ騒ぐ辛辣で不遜なテキストに曲をあてるのに、69曲の有名なフィドルの曲、バラッド・エア、オペラの旋律を使った。高名な作曲家ペープシュは1728年1月29日のLincoln's Inn Fieldsでの初日までの短い期間に、序曲を作曲し、全曲編曲した。しかしペープシュのスコアで残っているものは、編成がすべて残っている序曲と数字付き低音の無い歌の旋律だけである。さまざまな復元が試みられ、アメリカ合衆国の作曲家Jonathan Dobinによる1990年の復元版は現代における多くの上演において使われた。
ゲイはオペラの基準である3幕とし（当時の歌のない劇は5幕が標準だった）、45場という早い展開と69曲の短い歌に驚きがあるように、台詞と筋をきびきびしたものにした。
この作品は、ロンドンで大人気を博し、これまでイギリスで隆盛を極めていたイタリアオペラの衰退と、それに伴うゲオルク・フリードリヒ・ヘンデルのオラトリオへの創作活動の転換の原因となった。
『ベガーズ・オペラ』は以後のイギリスのすべての喜劇、とりわけ19世紀のイギリスのコミック・オペラ（Comic opera）、現代のミュージカルに強い影響を与えた。

## 編曲
オリジナルがないことは多くのプロデューサー、編曲家に自由を与えた。異なる編曲の歴史は、わかっているだけでも18世紀のトマス・アーンまで遡り、現在まで続いていて、スタイルもバロック音楽からロマン派音楽まで幅広い。フレデリック・オースティン（Frederic Austin）（1920年）、ベンジャミン・ブリテン（1948年）、マルコム・サージェント（1955年）、リチャード・ボニング（1981年）、Jonathan Dobin（1990年）、他の指揮者たちは、曲にそれぞれのカラーを染みこませ、特徴付けをした。

## ストーリー
善人は一人も登場せず、登場人物は大悪党から小悪党まで悪党ばかりであり、痛烈な社会風刺となっている。
舞台は18世紀初頭の英国ロンドン。追い剥ぎマクヒースは手配中の極悪人だが、故買家業で稼ぐピーチャムの一人娘ポリーと恋仲になり、極秘に結婚してしまう。
怒ったピーチャムは何とか二人の仲を裂こうとし、昵懇の監獄の看守長と共謀し、マクヒースを酒場に誘って捕える。
監獄に捕らえられたマクヒースの元に愛人とポリーが訪れ、逃がす。
だが、賭け事好きの彼が、やはりピーチャムと結託しているトレイプス夫人の賭博場に立ち回ったことから再び逮捕され、今度は刑場送りとなる。しかし、オペラはハッピーエンドで終わらなければならないとの決まり事から、前後の脈絡なく、マクヒースは恩赦を受け、絞首刑にされたのになぜか生き返ってハッピーエンドとなる。

## 続編
1729年に書かれた『ベガーズ・オペラ』の続編『ポリー（Polly）』は、西インド諸島が舞台となっている。流刑の判決を下されたマクヒースは脱出し、海賊になる。一方、（前作にも登場した）トレイプス夫人は白人奴隷売買業をはじめ、ポリーをだまして、金持ちの入植者ダカット氏に売る。ポリーは少年に変装して脱出し、数々の冒険の後、カリブの首長の息子と結婚する。
しかし、『ベガーズ・オペラ』以上に政治的な風刺は、首相ロバート・ウォルポールがチェンバレン卿に上演を禁止するよう圧力をかけるという結果を招き、上演されたのは50年経ってからだった。

## 翻訳
- 中川龍一訳『三文オペラ』 早川書房、1953
- 海保眞夫訳『乞食オペラ』 法政大学出版局、1993、新装版2006

## 日本での上演

### 2006年と2008年
日本では、2006年にジョン・ケアード演出により上演され、2008年にも再演されている。劇中劇の手法をとり、観客も一緒に舞台を作り上げるといった内容になっている。
出演者
2006年日本上演時
- マクヒース：内野聖陽
- ピーチャム：髙嶋政宏
- ロキット：村井国夫
- ミセス･ピーチャム：森公美子
- トム/フィルチ：橋本さとし
- ルーシー･ロキット：島田歌穂
- ポリー･ピーチャム：笹本玲奈
- 老役者：金田龍之介
- ミセス･スラムキン：高谷あゆみ
- 造幣局のマット：三谷六九

他

### 宝塚歌劇
- 『SPEAKEASY -風の街の純情な悪党たち-』 - 宝塚歌劇団の舞台作品。1998年上演。舞台はシカゴの設定。